# Andrea Dworkin
Andrea Rita Dworkin (Camden, 26 settembre 1946 – Washington, 9 aprile 2005) è stata una saggista statunitense.
Teorica del femminismo radicale, è conosciuta soprattutto per una dura critica della pornografia, accostata nel suo giudizio allo stupro.
La sua riflessione si identificò in parte nella seconda ondata femminista, ma senza appoggiare le istanze libertarie di molte aderenti alla rivoluzione sessuale nelle cosiddette guerre sessuali femministe; il suo femminismo, e quello dell'allieva Catharine MacKinnon, si oppose difatti al cosiddetto "femminismo sessuale positivo", a causa delle differenze di vedute su questioni come la pornografia, l'erotismo, la prostituzione, il sadomasochismo e altre questioni sessuali come il ruolo degli uomini.

## Biografia
Nata nel 1946 a Camden, nel New Jersey, Andrea era figlia di Harry Dworkin, nipote di un ebreo russo fuggito dalla Russia a 15 anni per sottrarsi al servizio militare, e di Sylvia Spiegel, figlia di immigrati ebrei ungheresi. Suo fratello minore Mark, nato nel 1949, divenne un biologo molecolare specializzato nello studio delle cellule cancerogene prima di morire di cancro il 30 aprile 1992. Ebrea praticante, la sua famiglia era anche particolarmente impegnata nel sostegno allo stato di Israele e, come racconterà la Dworkin stessa in un'intervista del 2000, «tutto il resto della mia famiglia è composto, direi, da fanatici sionisti». Spiegherà pure che fu da suo padre, un insegnante socialista, che ereditò la passione per la giustizia sociale e, in uno dei suoi scritti, riconoscerà che, nonostante i loro rapporti burrascosi, fu la fede della madre nel controllo delle nascite e nell'interruzione volontaria della gravidanza «ben prima che questi divenissero concetti rispettabili» a ispirare il suo successivo impegno di attivista.
Anche se nelle sue descrizioni la famiglia Dworkin appare dominata sotto molti aspetti dalla memoria della Shoah, essa nondimeno le offrì un'infanzia felice fino all'età di nove anni, quando uno sconosciuto l'aggredì sessualmente in una sala cinematografica. L'anno successivo i Dworkin si trasferirono in periferia, a Cherry Hill, città una decina di km a sudest di Filadelfia; anni dopo, racconterà di aver vissuto l'esperienza del trasferimento come quella di chi "è stato rapito dagli alieni e rinchiuso in una colonia penale". Nel sesto anno di scuola (corrispondente alla 1ª media italiana) venne punita per essersi rifiutata di cantare con la classe Silent Night (Astro del Ciel), non accettando come ebrea di essere costretta ad eseguire un canto cristiano.
Da quell'età la Dworkin cominciò anche a scrivere poesie e racconti, attività che proseguì fino al termine del liceo con l'appoggio dei genitori. Commenterà in seguito di essere stata influenzata soprattutto da Arthur Rimbaud, Charles Baudelaire, Henry Miller, Fëdor Dostoevskij, Che Guevara e dai poeti della Beat Generation, in modo particolare da Allen Ginsberg.
Alla soglia dei vent'anni diviene un'attivista contro la guerra del Vietnam (nel 1965 fu arrestata durante una manifestazione e ha raccontato di avere subito degli abusi sessuali durante una perquisizione da parte di agenti di polizia), si avvicina alle posizioni anarchiche, per poi trasferirsi a Creta. Lì scrive una serie di poesie intitolate (Vietnam) Variations, una raccolta di prosa e poesia di nome Child e un romanzo dal titolo Notes on Burning Boyfriend.
Dopo aver vissuto a Creta ritorna a Bennington per due anni, dove continua a studiare letteratura e partecipa a campagne contro il codice di condotta studentesca del college, per la contraccezione nei campus, per la legalizzazione dell'aborto e contro la guerra del Vietnam. Si laurea in letteratura nel 1968. Dopo la laurea si trasferisce ad Amsterdam per intervistare anarchici olandesi e lì conosce anche quello che sarà suo marito, Cornelius (Iwan) Dirk de Bruin. Tuttavia, quest'ultimo inizia a maltrattarla e a picchiarla fino a farle perdere conoscenza, persino dopo la fine della loro relazione. Così Dworkin si trova spesso senza dimora e finisce persino a fare la prostituta.
Si avvicina al femminismo grazie a Ricki Abrams che la introduce a grandi capolavori del femminismo americano come Sexual Politics di Kate Millett, Sisterhood is Powerful di Robin Morgan e La dialettica dei sessi di Shulamith Firestone. Scrive oltre una dozzina di libri sulla teoria e la pratica del femminismo radicale. Nel giro di dieci-quindici anni il suo nome è conosciuto in tutti gli Stati Uniti come portavoce del movimento femminista contro la pornografia e come autrice di testi sullo sfruttamento economico delle immagini del corpo femminile e sulla rappresentazione degradata della sessualità, in particolare Pornography. Men Possessing Women (1981) e Intercourse (1987), che sono le sue due opere di maggior successo e notorietà. Tornata a New York dopo il periodo trascorso in Olanda, partecipa ad una serie di manifestazioni contro la guerra, per i diritti delle lesbiche e contro l'apartheid in Sud Africa. Inoltre, si guadagna grande fama come speaker presso conferenze ed eventi femministi e tramite l'organizzazione di diverse campagne. La sua salute cominciò a peggiorare, soffrì negli anni di diabete, sindrome metabolica, obesità, osteoartrite. Dopo aver subito diverse operazioni alle ginocchia e ricoveri per vari problemi di salute, morì a 58 anni di miocardite nel 2005.

## Critiche ed elogi
Oltre che nel campo antifemminista, la sua figura è stata divisiva anche nel campo femminista (si vedano le cosiddette guerre sessuali femministe). La sua personalità, le sue affermazioni sferzanti e le sue posizioni inflessibili, soprattutto in riferimento alla sessualità, alla prostituzione e alla pornografia, sono state oggetto di aspre critiche da parte delle femministe contrarie alle sue teorie, che la accusarono di negare la libertà di autodeterminazione di una donna sul proprio corpo (compreso il diritto di esporlo o di "venderlo"). Sul versante opposto, la Dworkin è stata ammirata ed esaltata da numerose altre femministe che ne hanno riconosciuto la validità dei risultati e l'impegno in difesa delle donne. Tra le accuse più dure contro la Dworkin, vi fu anche quella di sostenere la censura contro la pornografia, censura paragonata al controllo dell'informazione di uno stato autoritario, che avrebbe dovuto colpire anche semplici autori erotici (come Georges Bataille). Questa accusa fu sostenuta ad esempio in un dibattito con lei dall'avvocato liberal Alan Dershowitz, secondo cui le leggi censorie di certi paesi avrebbero colpito lo stesso libro di Dworkin. In tempi recenti la pornostar Veronica Hart definì la Dworkin una "moralista":

## Pubblicazioni
- (EN) A Radical Look at Sexuality, in Woman Hating, New York, Penguin Books, 1974, ISBN 0-452-26827-3.
- (EN) Prophecies and Discourses on Sexual Politics, in Our Blood: Prophecies and Discourses on Sexual Politics, New York, N.Y, Perigee Books, 1981  [1976], ISBN 0-399-50575-X.
- (EN)  Pornography. Men possessing women, New York, G.P. Putnam's Sons, 1981. ISBN 0-399-12619-8.
- (EN) The Politics of Domesticated Females, in Right-wing women, New York, Perigee Books, 1983, ISBN 0-399-50671-3.
- (EN)  Intercourse, New York, Simon & Schuster, 1987. ISBN 0-684-83239-9.
- (EN) Letters from a war zone, Brooklyn, N.Y, Lawrence Hill Books, 1993, ISBN 1-55652-185-5.
- (EN)  Life and death. Unapologetic writings on the continuing war against women, New York, Free Press, 1997. ISBN 0-7432-3626-2.
- (EN) the Jews, Israel, and women's liberation, in Scapegoat, New York, Free Press, 2000, ISBN 0-684-83612-2.
- (EN)  Heartbreak. The political memoir of a feminist militant, New York, Basic Books, 2002. ISBN 978-0-465-01753-9.